# Val-d’Aràn-Gebirgseidechse

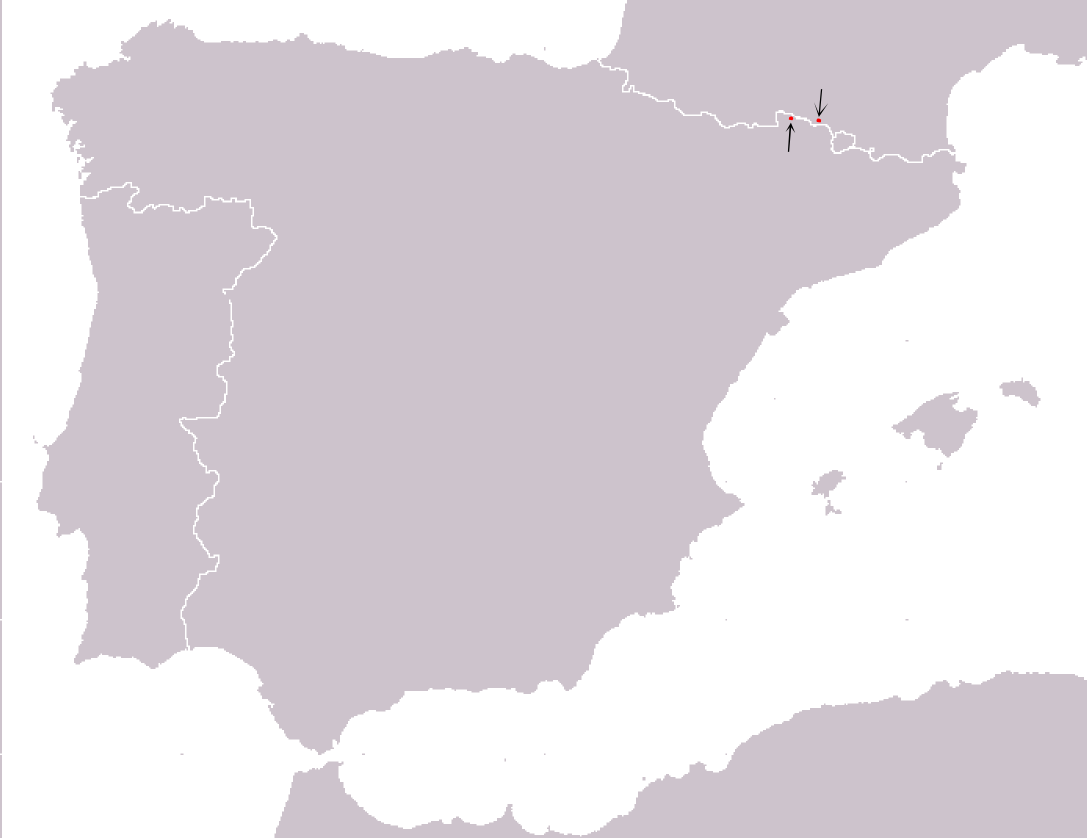
Verbreitungsgebiet der Val d’Arán-Gebirgseidechse laut IUCN

Die Val-d’Aràn-Gebirgseidechse (Iberolacerta aranica) ist eine Eidechsenart aus der Gattung Iberolacerta. 

## Merkmale
Die Val-d’Aràn-Gebirgseidechse ist eine mittelgroße Eidechse. Männchen erreichen eine Kopf-Rumpf-Länge bis zu 62 Millimeter, Weibchen bis 67 Millimeter. Mit ihrem relativ kurzen Kopf, den kurzen Beinen und dem kurzen Schwanz ähnelt sie der Waldeidechse (Zootoca vivipara). Der Rücken hat eine gräuliche Grundfarbe, die manchmal bräunlich oder oliv getönt ist. Der Rücken mancher Männchen ist glänzend metallisch grün. In der Rückenmitte ist selten eine feine dunkle Linie vorhanden. Auf jeder Rückenseite läuft in der Regel eine Reihe aus dunklen Punkten entlang, die manchmal bis auf den Schwanz reichen. In der vorderen Körperhälfte sind an der Grenze zwischen Rücken und Flanken zwei unregelmäßig gerandete, helle Längsbänder entwickelt. Vom Bereich der Schläfen bis auf die vorderen Schwanzseiten läuft an den Flanken ein dunkelbraunes bis schwarzes, breites Band entlang. Die Unterseite ist weiß, kann aber abhängig vom Lichteinfall bläulich oder grünlich schimmern. Bei den Männchen befinden sich auf den hinteren Bauchschildern kleine schwarze Flecken, bei Weibchen sind diese nur bei einem kleinen Teil der Tiere vorhanden. An den äußeren Bauchschildern können sich bei einer geringen Anzahl von Männchen einige blaue Flecken befinden. Der Schwanz der Jungtiere ist in der Regel so grau wie der Rest des Körpers. In ein paar Populationen sind allerdings auch Jungtiere mit blauen Schwänzen anzutreffen.

## Vorkommen
Die Val-d’Aràn-Gebirgseidechse ist in einem kleinen Gebiet der zentralen Pyrenäen an der spanisch-französischen Grenze endemisch. Sie kommt nur im Maubèrme-Massiv, einschließlich seiner Ausläufer zwischen dem Val d’Aràn in Spanien und dem Ariège in Frankreich, vor. Das gesamte Verbreitungsgebiet ist nur ungefähr 36 km² groß, der größte Teil davon liegt in Spanien.
Iberolacerta aranica ist eine spezialisierte Hochgebirgsart. Sie wurde bislang in Höhenlagen von 1900 m (Cabana des Calhaus, Lleida) bis 2668 m (in der Nähe des Gipfels des Tuc de Maubèrme, Lleida) nachgewiesen. Ihr Lebensraum sind Schutthalden, Geröllfelder und steiniges Grasland. Der Untergrund besteht aus Schiefer- und Kalkgestein. In diesen Höhen ist die Vegetationsperiode lediglich drei Monate lang.

## Lebensweise
Die jährliche Aktivitätsperiode der Art reicht ungefähr von Mitte Mai bis Ende September. Junge und halbwüchsige Tiere können bis in die erste Hälfte des Oktober aktiv sein. Die Paarungszeit reicht von Mitte Mai bis Ende Juni. Pro Jahr wird nur ein Gelege abgesetzt. Dies geschieht von Ende Juni bis Mitte Juli in der Regel unter mittelgroßen Steinen. Ein Gelege besteht meist aus 2 bis 5 Eiern. Diese sind 10 bis 15 Millimeter lang und 7 bis 11 Millimeter breit. Bei der Eiablage enthalten sie bereits voll entwickelte Embryonen. Jungtiere wurden ab der zweiten August-Hälfte beobachtet. Über Nahrung und Fressfeinde ist so gut wie nichts bekannt. Die Fliegenart Sarcophaga protuberans befällt mit ihren Maden einen Teil der Gelege.

## Systematik
Die Val-d’Aràn-Gebirgseidechse wurde 1993 von Arribas erstbeschrieben. Es sind keine Unterarten beschrieben. Zusammen mit Aurelios Gebirgseidechse (I. aurelioi) und der Pyrenäen-Gebirgseidechse (I. bonnali) wird sie in die Untergattung Pyrenesaura gestellt.

## Belege
- Dieter Glandt: Taschenlexikon der Amphibien und Reptilien Europas. Alle Arten von den Kanarischen Inseln bis zum Ural. Quelle & Meyer, Wiebelsheim 2010, ISBN 978-3-494-01470-8, S. 381–383.